# Emmanuel Lartigue
Pour les articles homonymes, voir Lartigue.
Emmanuel Lartigue, né le 28 décembre 1908 à Bayonne et mort le 24 juin 1944 à Saint-Gladie-Arrive-Munein, est un homme politique français.

## Biographie
Il est chirurgien-dentiste.
Il devient sénateur des Basses-Pyrénées puis des Pyrénées-Atlantiques et conseiller général du canton d'Iholdy,.